# Алаторка (Іглінський район)
Алато́рка (рос. Алаторка, башк. Алатор) — село у складі Іглінського району Башкортостану, Росія. Входить до складу Калтимановської сільської ради.
Населення — 718 осіб (2010; 666 в 2002).
Національний склад:
- росіяни — 42 %